# NGC 1153
NGC 1153 este o galaxie lenticulară situată în constelația Balena. A fost descoperită în 13 decembrie 1784 de către William Herschel. Se află la o distanță de 41,79 de megaparseci de Pământ.